# Hongkonger Basketballnationalmannschaft der Damen
Die Hongkonger Basketballnationalmannschaft der Damen ist die Auswahl Hongkonger Basketballspielerinnen, welche die China Hong Kong Basketball Association auf internationaler Ebene, beispielsweise in Freundschaftsspielen gegen die Auswahlmannschaften anderer nationaler Verbände, aber auch bei internationalen Wettbewerben repräsentiert. Größter Erfolg waren die fünften Plätze bei den Asienmeisterschaften 1972, 1974, 1978, 1992 und 1994. Im Jahr 1957 trat der nationale Verband dem Weltverband Fédération Internationale de Basketball (FIBA) bei. Im November 2013 wurde die Mannschaft auf dem 58. Platz der Weltrangliste der Frauen geführt.

## Internationale Wettbewerbe

### Hongkong bei Weltmeisterschaften
Die Mannschaft konnte sich bisher nicht für eine Weltmeisterschaft qualifizieren.

### Hongkong bei Olympischen Spielen
Bisher gelang es der Mannschaft nicht, sich für die olympischen Basketballwettbewerbe zu qualifizieren.

### Hongkong bei Asienmeisterschaften
Die Mannschaft kann bisher 21 Teilnahmen an den Asienmeisterschaften vorweisen:
| - 1965: nicht qualifiziert - 1968: 7. Platz - 1970: 8. Platz - 1972: 5. Platz - 1974: 5. Platz - 1976: 7. Platz - 1978: 5. Platz - 1980: 6. Platz - 1982: 7. Platz - 1984: 9. Platz - 1986: nicht qualifiziert - 1988: 6. Platz - 1990: 8. Platz | - 1992: 5. Platz - 1994: 5. Platz - 1995: 8. Platz - 1997: 10. Platz - 1999: 8. Platz - 2001: 10. Platz - 2004: 9. Platz - 2005: 9. Platz - 2007: 8. Platz - 2009: nicht qualifiziert - 2011: nicht qualifiziert - 2013: 12. Platz - 2015 |